# Romelfing
Romelfing és un municipi francès, situat al departament del Mosel·la i a la regió del Gran Est. L'any 2007 tenia 367 habitants.

## Demografia

### Població
El 2007 la població de fet de Romelfing era de 367 persones. Hi havia 136 famílies, de les quals 32 eren unipersonals (28 homes vivint sols i 4 dones vivint soles), 36 parelles sense fills, 48 parelles amb fills i 20 famílies monoparentals amb fills.
La població ha evolucionat segons el següent gràfic:
Habitants censats

### Habitatges
El 2007 hi havia 172 habitatges, 146 eren l'habitatge principal de la família, 4 eren segones residències i 22 estaven desocupats. 149 eren cases i 22 eren apartaments. Dels 146 habitatges principals, 125 estaven ocupats pels seus propietaris, 20 estaven llogats i ocupats pels llogaters i 1 estava cedit a títol gratuït; 5 tenien dues cambres, 14 en tenien tres, 26 en tenien quatre i 101 en tenien cinc o més. 128 habitatges disposaven pel capbaix d'una plaça de pàrquing. A 51 habitatges hi havia un automòbil i a 73 n'hi havia dos o més.

### Piràmide de població
La piràmide de població per edats i sexe el 2009 era:
| Homes | Edats   | Dones |
| ----- | ------- | ----- |
| 0     | 95 o +  | 0     |
| 0     | 90 a 94 | 4     |
| 4     | 85 a 89 | 4     |
| 8     | 80 a 84 | 0     |
| 4     | 75 a 79 | 8     |
| 16    | 70 a 74 | 4     |
| 20    | 65 a 69 | 16    |
| 12    | 60 a 64 | 12    |
| 4     | 55 a 59 | 12    |
| 4     | 50 a 54 | 0     |
| 12    | 45 a 49 | 8     |
| 8     | 40 a 44 | 20    |
| 16    | 35 a 39 | 12    |
| 4     | 30 a 34 | 16    |
| 12    | 25 a 29 | 8     |
| 20    | 20 a 24 | 20    |
| 4     | 15 a 19 | 12    |
| 4     | 10 a 14 | 8     |
| 20    | 5 a 9   | 16    |
| 24    | 0 a 4   | 24    |

## Economia
El 2007 la població en edat de treballar era de 239 persones, 174 eren actives i 65 eren inactives. De les 174 persones actives 157 estaven ocupades (89 homes i 68 dones) i 17 estaven aturades (7 homes i 10 dones). De les 65 persones inactives 26 estaven jubilades, 14 estaven estudiant i 25 estaven classificades com a «altres inactius».

### Ingressos
El 2009 a Romelfing hi havia 144 unitats fiscals que integraven 356,5 persones, la mediana anual d'ingressos fiscals per persona era de 16.470 €.

### Activitats econòmiques
Dels 7 establiments que hi havia el 2007, 1 era d'una empresa de fabricació d'altres productes industrials, 2 d'empreses de construcció, 1 d'una empresa de comerç i reparació d'automòbils, 1 d'una empresa de transport, 1 d'una empresa d'informació i comunicació i 1 d'una entitat de l'administració pública.
L'únic servei als particulars que hi havia el 2009 era un paleta.
L'any 2000 a Romelfing hi havia 16 explotacions agrícoles.

## Equipaments sanitaris i escolars
El 2009 hi havia una escola elemental integrada dins d'un grup escolar amb les comunes properes formant una escola dispersa.

## Poblacions més properes
El següent diagrama mostra les poblacions més properes.